# BOSS 429 CI
Ford Mustang Boss 429 tillverkades endast för racertävlingen NASCAR. Motorn hade hemisfäriska förbränningsrum, av liknande typ som Chryslers framgångsrika motor Hemi 426. Den tillverkades endast i 1358 exemplar (varav ett exemplar krocktestades). Motorn på 429 kubiktum har över 500 hästkrafter och bilen kan göra 402 meter på 12 sekunder. En utveckling av motorn på 494 cui skapades till can am serien. Den motorn var till skillnad mot ursprungliga motorn helt i aluminium. 